# Škoda 30T
Škoda 30T (nazwa handlowa ForCity Plus) – typ tramwaju wytwarzanego w zakładach Škoda Transportation dla systemu tramwajowego w stolicy Słowacji, Bratysławie. Jest to dwukierunkowa odmiana typu Škoda 29T.

## Konstrukcja
30T wywodzi się konstrukcyjnie z typu 26T powstałego dla Miszkolca. Jest to pięcioczłonowy, przegubowy, dwukierunkowy tramwaj z 92% udziałem niskiej podłogi. Z lewej i prawej strony nadwozia zamontowano po pięcioro drzwi odskokowych. Nadwozie opiera się na czterech dwuosiowych wózkach, z których skrajne są napędowe, a środkowe toczne. Tramwaj wyposażono w klimatyzację kabiny motorniczego i przedziału pasażerskiego oraz w system monitoringu zewnętrznego i wewnętrznego.

## Dostawy
| Państwo        | Miasto         | Typ            | Lata dostaw    | Liczba | Numery taborowe | Uwagi     |       |
| -------------- | -------------- | -------------- | -------------- | ------ | --------------- | --------- | ----- |
| Słowacja       | Bratysława     | 30T0           | 2014           | 2      | 7501, 7502      | prototypy | [ 5 ] |
| Słowacja       | Bratysława     | 30T1           | 2015           | 13     | 7503–7515       |           | [ 5 ] |
| Słowacja       | Bratysława     | 30T2           | 2015           | 15     | 7516–7530       |           | [ 5 ] |
| Łączna liczba: | Łączna liczba: | Łączna liczba: | Łączna liczba: | 30     |                 |           |       |

W 2013 r. Dopravný podnik Bratislava zamówił 15 tramwajów za 39 milionów euro. Wagony miały zostać dostarczone do 2015 r. Umowa zakładała opcję dostarczenia kolejnych 15 egzemplarzy, z której skorzystał zamawiający.
Pierwszy wyprodukowany tramwaj typu 30T dostarczono do Bratysławy 2 listopada 2014 r. Nadano mu numer 7501 i już 6 listopada tego samego roku przedstawiono go mieszkańcom i mediom. W kolejnych miesiącach przebiegał proces homologacji i jazdy próbne. Do jazd testowych z pasażerami tramwaj dopuszczono po raz pierwszy 25 kwietnia 2015 r. Dostawy kolejnych wagonów 30T do Bratysławy rozpoczęto w marcu 2015 r., przy czym pod koniec kwietnia DPB dysponował siedmioma tramwajami. Ostatnie zamówione 30T dostarczono w listopadzie wspomnianego roku.